# We're So Loud
We're So Loud è un singolo del gruppo musicale svedese Dub Sweden, pubblicato il 1º febbraio 2006 su etichetta discografica Making Babies Records come primo estratto dal loro secondo album, Done with Loveless Days.

## Tracce
1. We're So Loud – 3:55
2. Sleepy – 3:32

## Classifiche
| Classifica (2006) | Posizione massima |
| ----------------- | ----------------- |
| Svezia            | 56                |